# Atalanta Bergamasca Calcio 1970-1971
Questa voce raccoglie i dati riguardanti l'Atalanta Bergamasca Calcio nelle competizioni ufficiali della stagione 1970-1971.

## Stagione
Nella stagione 1970-1971 l'Atalanta disputa il campionato cadetto e con 47 punti arriva al secondo posto, alle spalle del Mantova che vince il torneo con 48 punti; seconde anche Catanzaro e Bari, contro cui gli orobici vinceranno entrambe le partite di spareggio salendo così in Serie A, in coppia coi calabresi. Scendono in Serie C il Pisa con 32 punti per peggior differenza reti con il Taranto, la Casertana con 27 punti e la Massese con 22 punti.
La dirigenza nerazzurra, per centrare la massima serie, si affida a Giulio Corsini in panchina e a Giacomo Randazzo e Franco Previtali all'area tecnica. I risultati danno ragione alle scelte fatte, tanto che la squadra resta sempre in zona promozione, accusando un lieve calo nel finale del campionato che la costringe agli spareggi di Bologna per ottenere la promozione. Il miglior marcatore stagionale dei nerazzurri è stato Adelio Moro autore di 11 reti.
In Coppa Italia il cammino dei nerazzurri si interrompe al primo turno, dopo lo spareggio per l'accesso ai quarti di finale perso ai tiri di rigore contro il Monza, nonostante avesse battuto in precedenza l'Inter a San Siro e pareggiato con il Como e gli stessi brianzoli.

## Organigramma societario
Area direttiva
- Presidente: Achille Bortolotti

Area organizzativa
- Segretario generale: Giacomo Randazzo

Area tecnica
- Allenatore: Giulio Corsini
- Allenatore in seconda: Ilario Castagner

Area sanitaria
- Medico sociale: Giancarlo Gipponi
- Massaggiatore: Renzo Cividini

## Rosa
| N. |                   | Ruolo | Calciatore         |
| -- | ----------------- | ----- | ------------------ |
|    | Italia (bandiera) | P     | Roberto Anzolin    |
|    | Italia (bandiera) | P     | Antonio Rigamonti  |
|    | Italia (bandiera) | D     | Marco Cozzani      |
|    | Italia (bandiera) | D     | Bruno Divina       |
|    | Italia (bandiera) | D     | Antonio Maggioni   |
|    | Italia (bandiera) | D     | Lionello Maianti   |
|    | Italia (bandiera) | D     | Antonio Percassi   |
|    | Italia (bandiera) | D     | Giancarlo Savoia   |
|    | Italia (bandiera) | D     | Giovanni Vavassori |
|    | Italia (bandiera) | C     | Giuseppe Doldi     |

| N. |                   | Ruolo | Calciatore          |
| -- | ----------------- | ----- | ------------------- |
|    | Italia (bandiera) | C     | Innocenzo Donina    |
|    | Italia (bandiera) | C     | Lamberto Leonardi   |
|    | Italia (bandiera) | C     | Gianfranco Leoncini |
|    | Italia (bandiera) | C     | Giovanni Pirola     |
|    | Italia (bandiera) | C     | Giovanni Sacco      |
|    | Italia (bandiera) | C     | Andrea Valdinoci    |
|    | Italia (bandiera) | A     | Ivano Bosdaves      |
|    | Italia (bandiera) | A     | Rosilio Dedè        |
|    | Italia (bandiera) | A     | Adelio Moro         |
|    | Italia (bandiera) | A     | Luigino Vallongo    |

## Risultati

### Serie B

#### Girone di andata
| Terni 20 settembre 1970 1ª giornata | Ternana        | 0 – 0 | Atalanta | Stadio Libero Liberati\| Arbitro: \| Trono (Torino) \| |
| Arbitro:                            | Trono (Torino) |       |          |                                                        |

| Arbitro: | Bianchi (Firenze) |

|           |           |  |
| Doldi 10’ | Marcatori |  |

| Bari 4 ottobre 1970 3ª giornata | Bari               | 0 – 0 | Atalanta | Stadio della Vittoria\| Arbitro: \| Picasso (Chiavari) \| |
| Arbitro:                        | Picasso (Chiavari) |       |          |                                                           |

| Arbitro: | Gialluisi (Barletta) |

|                              |           |  |
| Sacco 20’ Calvani 89’ (aut.) | Marcatori |  |

| Mantova 18 ottobre 1970 5ª giornata | Mantova           | 0 – 0 | Atalanta | Stadio Danilo Martelli\| Arbitro: \| Vacchini (Milano) \| |
| Arbitro:                            | Vacchini (Milano) |       |          |                                                           |

| Bergamo 25 ottobre 1970 6ª giornata | Atalanta           | 0 – 0 | Monza | Stadio Comunale\| Arbitro: \| Michelotti (Parma) \| |
| Arbitro:                            | Michelotti (Parma) |       |       |                                                     |

| Brescia 1º novembre 1970 7ª giornata | Brescia            | 0 – 0 | Atalanta | Stadio Mario Rigamonti\| Arbitro: \| Cantelli (Firenze) \| |
| Arbitro:                             | Cantelli (Firenze) |       |          |                                                            |

| Arbitro: | Picasso (Chiavari) |

|                            |           |  |
| Doldi 7’, 57’ Vallongo 89’ | Marcatori |  |

| Arbitro: | Gialluisi (Barletta) |

|                  |           |              |
| Fazzi 69’ (rig.) | Marcatori | 32’ Bosdaves |

| Arbitro: | Moretto (San Donà di Piave) |

|                           |           |                   |
| Sacco 19’ Zana 56’ (aut.) | Marcatori | 30’ (rig.) Vitali |

| Cesena 29 novembre 1970 11ª giornata | Cesena          | 0 – 0 | Atalanta | Stadio La Fiorita\| Arbitro: \| Acernese (Roma) \| |
| Arbitro:                             | Acernese (Roma) |       |          |                                                    |

| Arbitro: | Lattanzi (Roma) |

|              |           |                   |
| Maggioni 36’ | Marcatori | 54’ S. Bercellino |

| Arbitro: | Calì (Roma) |

|                           |           |  |
| Doldi 29’ Pirola 46’, 78’ | Marcatori |  |

| Arbitro: | Lazzaroni (Milano) |

|              |           |                                            |
| Lambrugo 68’ | Marcatori | 19’ Pirola 23’ Moro 42’ Sacco 89’ Vallongo |

| Arbitro: | Francescon (Padova) |

|                                          |           |                |
| Bosdaves 9’ Vallongo 47’ Moro 61’ (rig.) | Marcatori | 78’ G. Merighi |

| Arbitro: | Bianchi (Firenze) |

|              |           |  |
| Vallongo 62’ | Marcatori |  |

| Arbitro: | Carminati (Milano) |

|                                |           |  |
| Vivian 24’ (rig.) Giannini 71’ | Marcatori |  |

| Bergamo 17 gennaio 1971 18ª giornata | Atalanta       | 0 – 0 | Arezzo | Stadio Comunale\| Arbitro: \| Trono (Torino) \| |
| Arbitro:                             | Trono (Torino) |       |        |                                                 |

| Perugia 24 gennaio 1971 19ª giornata | Perugia              | 0 – 0 | Atalanta | Stadio Santa Giuliana\| Arbitro: \| Gialluisi (Barletta) \| |
| Arbitro:                             | Gialluisi (Barletta) |       |          |                                                             |

#### Girone di ritorno
| Arbitro: | Trinchieri (Reggio Emilia) |

|                          |           |  |
| Vallongo 4’ Moro 8’, 76’ | Marcatori |  |

| Arbitro: | Ciacci (Firenze) |

|                                  |           |                                       |
| Spelta 51’, 58’ (rig.) Galli 86’ | Marcatori | 3’ Maggioni 42’, 53’ (rig.), 79’ Moro |

| Arbitro: | Acernese (Roma) |

|                           |           |                        |
| Moro 26’ (rig.) Sacco 45’ | Marcatori | 15’ Pienti 75’ Muccini |

| Livorno 28 febbraio 1971 23ª giornata | Livorno            | 0 – 0 | Atalanta | Stadio Comunale\| Arbitro: \| Bernardis (Latina) \| |
| Arbitro:                              | Bernardis (Latina) |       |          |                                                     |

| Arbitro: | Motta (Monza) |

|  |           |            |
|  | Marcatori | 81’ Toschi |

| Arbitro: | Barbaresco (Cormons) |

|                                          |           |  |
| Vavassori 10’ (aut.) Maggioni 27’ (aut.) | Marcatori |  |

| Arbitro: | Porcelli (Lodi) |

|                   |           |                      |
| Bosdaves 10’, 75’ | Marcatori | 1’ Cagni 57’ Braglia |

| Arbitro: | Acernese (Roma) |

|           |           |  |
| Mammì 53’ | Marcatori |  |

| Arbitro: | Menegali (Roma) |

|                                   |           |  |
| Bosdaves 9’ Vallongo 66’ Moro 81’ | Marcatori |  |

| Arbitro: | Trinchieri (Reggio Emilia) |

|  |           |            |
|  | Marcatori | 24’ Pirola |

| Arbitro: | Trono (Torino) |

|           |           |  |
| Sacco 46’ | Marcatori |  |

| Arbitro: | Picasso (Chiavari) |

|                                 |           |  |
| Pellizzaro 21’ (rig.) Troja 88’ | Marcatori |  |

| Arbitro: | Lattanzi (Roma) |

|                                  |           |  |
| Joan 32’, 57’, 75’ Barontini 87’ | Marcatori |  |

| Bergamo 9 maggio 1971 33ª giornata | Atalanta         | 0 – 0 | Como | Stadio Comunale\| Arbitro: \| Branzoni (Pavia) \| |
| Arbitro:                           | Branzoni (Pavia) |       |      |                                                   |

| Caserta 16 maggio 1971 34ª giornata | Reggina            | 0 – 0 | Atalanta | Stadio Alberto Pinto\| Arbitro: \| Michelotti (Parma) \| |
| Arbitro:                            | Michelotti (Parma) |       |          |                                                          |

| Taranto 23 maggio 1971 35ª giornata | Taranto              | 0 – 0 | Atalanta | Stadio Salinella\| Arbitro: \| Barbaresco (Cormons) \| |
| Arbitro:                            | Barbaresco (Cormons) |       |          |                                                        |

| Arbitro: | Motta (Monza) |

|                                 |           |               |
| Moro 55’ Sacco 62’ Bosdaves 80’ | Marcatori | 89’ Jacomuzzi |

| Arezzo 6 giugno 1971 37ª giornata | Arezzo         | 0 – 0 | Atalanta | Stadio Comunale\| Arbitro: \| Trono (Torino) \| |
| Arbitro:                          | Trono (Torino) |       |          |                                                 |

| Arbitro: | Barbaresco (Cormons) |

|           |           |  |
| Sacco 63’ | Marcatori |  |

#### Spareggi promozione
| Arbitro: | Monti (Ancona) |

|                    |           |  |
| Doldi 40’ Moro 69’ | Marcatori |  |

| Arbitro: | Pieroni (Roma) |

|  |           |              |
|  | Marcatori | 88’ Maggioni |

### Coppa Italia

#### Primo turno
| Arbitro: | Casarin (Milano) |

|                  |           |              |
| Prato 69’ (rig.) | Marcatori | 30’ Leonardi |

| Arbitro: | Panzino (Catanzaro) |

|                |           |                           |
| S. Mazzola 50’ | Marcatori | 59’ Vallongo 66’ Bosdaves |

| Arbitro: | Porcelli (Lodi) |

|              |           |                 |
| Leonardi 26’ | Marcatori | 53’ Magistrelli |

| Arbitro: | Branzoni (Pavia) |

|                                              |                      |                                                   |
| Prato 92’ (rig.)                             | Marcatori            | 97’ (aut.) Pinotti                                |
| Bertogna Prato Facchinello Dehò Trebbi Prato | Tiri di rigore 5 – 4 | Vallongo Maggioni Pirola Bosdaves Divina Vallongo |

## Statistiche

### Statistiche di squadra
| Competizione | Punti | In casa | In casa | In casa | In casa | In casa | In casa | In trasferta | In trasferta | In trasferta | In trasferta | In trasferta | In trasferta | Totale | Totale | Totale | Totale | Totale | Totale | DR  |
| Competizione | Punti | G       | V       | N       | P       | Gf      | Gs      | G            | V            | N            | P            | Gf           | Gs           | G      | V      | N      | P      | Gf     | Gs     | DR  |
| ------------ | ----- | ------- | ------- | ------- | ------- | ------- | ------- | ------------ | ------------ | ------------ | ------------ | ------------ | ------------ | ------ | ------ | ------ | ------ | ------ | ------ | --- |
| Serie B      | 24    | 15      | 4       | 7       | 4       | 7       | 9       | 15           | 1            | 7            | 7            | 9            | 24           | 30     | 5      | 14     | 11     | 16     | 33     | -17 |
| Coppa Italia |       | 5       | 3       | 1       | 1       | 9       | 4       | 5            | 3            | 1            | 1            | 5            | 2            | 10     | 6      | 2      | 2      | 14     | 6      | +8  |

### Statistiche dei giocatori
| Giocatore    | Serie B  | Serie B | Coppa Italia | Coppa Italia | Totale   | Totale |
| Giocatore    | Presenze | Reti    | Presenze     | Reti         | Presenze | Reti   |
| ------------ | -------- | ------- | ------------ | ------------ | -------- | ------ |
| R. Anzolin   | 38       | 0       | 3            | 0            | 41       | 0      |
| I. Bosdaves  | 22       | 6       | 2            | 1            | 24       | 7      |
| G. Castoldi  | 0        | 0       | 1            | 0            | 1        | 0      |
| M. Cozzani   | 2        | 0       | 0            | 0            | 2        | 0      |
| R. Dedè      | 1        | 0       | 1            | 0            | 2        | 0      |
| B. Divina    | 40       | 0       | 4            | 0            | 44       | 0      |
| G. Doldi     | 28       | 5       | 2            | 0            | 30       | 5      |
| I. Donina    | 10       | 0       | 2            | 0            | 12       | 0      |
| L. Leonardi  | 23       | 0       | 4            | 2            | 27       | 2      |
| G. Leoncini  | 39       | 0       | 2            | 0            | 41       | 0      |
| A. Maggioni  | 29       | 3       | 4            | 0            | 33       | 3      |
| L. Maianti   | 12       | 0       | 4            | 0            | 16       | 0      |
| A. Moro      | 33       | 10      | 0            | 0            | 33       | 10     |
| A. Percassi  | 1        | 0       | 0            | 0            | 1        | 0      |
| G. Pirola    | 40       | 4       | 4            | 0            | 44       | 4      |
| A. Rigamonti | 3        | 0       | 1            | 0            | 4        | 0      |
| G. Sacco     | 31       | 7       | 4            | 0            | 35       | 7      |
| G. Savoia    | 39       | 0       | 4            | 0            | 43       | 0      |
| A. Valdinoci | 7        | 0       | 0            | 0            | 7        | 0      |
| L. Vallongo  | 32       | 6       | 4            | 0            | 36       | 6      |
| G. Vavassori | 36       | 0       | 2            | 0            | 38       | 0      |